# 大地之子 (1995年电视剧)
《大地之子》（日语：大地の子）是由日本放送協会（NHK）与中国中央电视台共同製作的一部电视连续剧。《大地之子》系根据日本女作家山崎丰子的同名小说改编而成，由上川隆也、蒋雯丽、朱旭、仲代达矢等出演。电视剧主要讲述了中国抗日战争结束後，遗留在中国东北的日本战争孤儿陆一心在中国成长的经历。1995年11月11日，作为二战结束50周年和NHK成立70周年的纪念作品，首次在日本NHK电视台综合频道播出，大受好评，其後屡次重播。

## 剧情梗概
1945年8月，苏联红军攻入中国东北，日本关东军溃败，放弃当地日侨。中苏边境东索伦河的日本长野县信浓乡开拓团农民慌忙逃难。7岁的松本胜男随着爷爷、妈妈、邻居女儿关子、二妹敦子和襁褓中的小妹一起离开开拓团的家，随着村民逃往大连。路途极其艰苦，爷爷、小妹先后遇难，妈妈死于苏军炮火。胜男、关子和敦子从炮火中幸存，被不同的当地农民领养，被迫分开。胜男不堪虐待，扒火车逃亡，遇见了同龄的袁力本。两人相依为命到了长春，胜男被会日语的人贩子拐卖，遇到了教书先生陆德志。後者将胜男买了下来，领回家认作义子，给他起名叫一心。胜男由于逃难中受的刺激，对逃难以前的记忆十分模糊，只记得妹妹敦子。长期逃难的胜男患上了重病，陆德志夫妇无钱医治，只能将胜男运到日本人街碰运气，看是否还有没走的日本医生。陆德志看着躺在楼道里无力挥手的胜男，最终还是不忍离开，将胜男带回了家里。
胜男成为陆一心以後，安心随着养父上课识字，也常常在街头寻找妹妹敦子。1948年，解放军围困长春。陆德志一家随众撤出长春。一心在路上捡到了敦子的护身符，执意要在人流里寻找妹妹，却耽误了行程。最後在解放军关卡中，一心因为口音被认出是日本人，被怀疑与陆德志的父子关系，无法过关。陆德志宁愿自己回到关内，换得一心出关。最後解放军干部被父子之情感动，放一心过关。一心也终于从心底叫出了爸爸。一心随父母回到陆德志的故乡范家屯，重遇袁力本。两人一起读书长大，一心始终因为日本人的身份受到欺负，但袁力本始终帮助他。一心考上了大连钢铁学院。然而因为日本人的身份，他成绩优异也无法留校，深爱的初恋情人赵丹青也要与他分道扬镳。他到北京後成为了首钢的工程师。文革开始后，一心被红卫兵逮捕，打成“日本特务”，被送往宁夏进行劳改修筑水坝，后来又被送往内蒙古恩格贝，成了一个牧羊人。
一心在劳改营中认识了日本长大的归国华侨黄树海。黄树海告诉他，一个人如果连自己的母语都不知道，是一种耻辱。一心决心跟着他学习日语。然而不久后有狱友逃狱，一心被查出写有五十音图，被认为是暗号而遭批斗。黄树海用苦肉计救他，一心却没有领悟，等到领悟过来，已经太迟了。一心在牧羊时帮了一辆抛锚的医疗巡回队的卡车，认识了巡回队的护士江月梅。一年以后，月梅又救了患了破伤风的一心。后来，一心在风暴中又遇到了月梅，两人在躲避风暴时相互了解了彼此的苦难经历，也产生了爱情。月梅将一心的遭遇通知了陆德志。陆德志从范家屯赶到北京，为一心申冤。经过漫长艰苦的等待和努力，陆德志终于盼到了一心平反的一天。这时候中日已经建交，一心与月梅结婚，重新回到首钢工作。日本考察团来中国考察合作项目，听得懂日语的一心听到日方代表轻蔑的话语，内心愤怒又矛盾。再三犹豫後，他选择接受日语培训，开始担任日本援助项目中交流的工作。他在工作中常与日方公司的代表松本耕次打交道，却不知耕次正是他的生父。而想要寻找失散妻儿的耕次也不知道一心就是自己一直寻找的儿子。
在月梅的帮助下，一心找到了妹妹敦子。这时的敦子因为长期操劳，已经病入膏肓。他陪着妹妹度过了最後的时光。敦子去世的那天，耕次循着敦子的消息赶到，两人才知道互相的身份。一次，一心因公务到日本开会时，忍不住对逝去母亲的思念，找到了耕次的家中。而这时，与一心同行的赵丹青的丈夫冯长幸因为嫉妒而偷取了一心保管的绝密材料。一心因为私自与日方人员接触，又丢失了材料，被贬到呼和浩特工作。当他再度平反冤屈，回到工作岗位后不久，由日本援建的钢铁企业项目建设完毕，耕次也要回到日本。耕次回国前，希望一心与他一同回去。一边是数十年养育恩情的养父母，另一边是分别半生的生父，一心面临着痛苦的抉择。终于，在陪同耕次游览三峡的时候，一心对耕次说：我是大地的儿子。他决心留在这片养育了他的大地。最终，一心再次前往内蒙古工作。这一次，他终于能够选择自己的人生，自己的未来。

## 演职员

### 演员
| - 陸一心（松本勝男）：上川隆也（童年：笠原秀幸） - 松本耕次：仲代達矢 - 松本多喜江：田中好子 - 松本耕平：牟田悌三 - 張玉花（松本敦子）：永井真理子（童年：新井裕紀子） - 陸德志：朱旭 - 王淑琴：吕中 - 袁力本：冯国强（童年：张利敏） | - 江月梅：蒋雯麗 - 趙丹青：盖麗麗 - 楊祐民：钱学格 - 冷殊：郑振摇 - 馮長幸：廖京生 - 陸秀蘭：高常林 - 陸燕燕：赵娃 - 黄树海：薄宏 | - 稻村嘉三：西村晃 - 柿田潔：宇津井健 - 斋木吾郎：儿玉清 - 紅谷擁：山下辉彥 - 工場場長：角野卓造 - 狭間信一：渡边文雄 - 大泽咲子：飯塚雅弓（回到日本後的咲子：十勝花子） |

### 制作人员
| - 脚本：冈崎荣 - 日本導演：松岡孝治、夏戶崇泰 - 中國導演：潘小揚 - 製作統籌：河村正一、村山昭紀 - 中國製作：李清水、西冰 - 美術：深井保夫、蔡龍西 | - 技術：橫山隆一 - 攝影：後藤忠、高桥太 - 音響效果：高桥美纪、林幸夫 - 记录编辑：野田茂子 - 灯光：小野寺政義、贯井聪一、王燕銘 - 音声：松本恆雄、小田朝光 | - 影像技术：鈴木達也 - 翻译：李珍 - 考证：竹内实 - 协调：张加贝 |

## 原型
山崎丰子创作《大地之子》时，曾经采访多位日本战争遗孤取材，其中包括在1985年对中国社会科学院哲学研究所《哲学研究》执行主编刘奔的采访。《大地之子》中大量采用了刘奔的身世经历来塑造主人公陆一心，包括父亲为长野县开拓团的成员，养父是小学教师，并且供养养子上了小学、中学和大学。然而刘奔认为，《大地之子》以自己作为原型，却无端为陆一心加上“由于是日本人而遭受迫害”的设定，与自己的遭遇完全不符：刘奔并没有因为日本人的身份受到迫害，而是与普通中国人一样生活。《大地之子》的描写是对历史事实的歪曲。

## 播映
- 日本：
  - NHK综合频道（首播），1995年11月11日至12月23日每周六播出，共7集。前六集每集89分钟，于晚间9时至10时30分播出；最後一集109分钟，于晚间9时至10时50分播出。
  - NHK综合频道，1996年3月11日至3月20日每日播出。加入了首播时未放入的40分钟情节，共11集，首集90分钟，此後每集60分钟。最後两集在3月20日同日连续播出。
  - NHK【BS2】卫星频道，2000年7月24日至7月27日、7月31日至8月2日每日19时35分至21时05分播出，8月3日19时35分至20时20分播出。共15集。
  - NHK综合频道，2000年12月22日至28日，23时过后（每天时间略有差别）播放，7集版。
  - NHK综合频道，2009年5月10日至16日，22时播放，7集版。
  - NHK综合频道，2013年10月11日凌晨0时40分至2时10分，纪念山崎丰子逝世，播出最终回。
- 台湾
  - 公共电视台：共14集，每集47分钟。

### DVD发行
2001年由NHK在日本发行，6碟装，包括11集版本、24分钟的特集、仲代达矢和上川隆也的采访，以及1995年12月4日NHK综合频道的“晨早好生活”节目。

### 音乐
- 主题曲：《大地之子》。作曲：张丕基，作词：高仁河，演唱：杨洪基。
- 片尾曲：《昨天的你，今天的我》。作曲：张丕基，作词：高仁河、李清水，演唱：马秋华。
- 原声带：1996年2月10日由华纳日本唱片公司发行。台灣地區1997由歌林天龍公司發行。

## 相关
- 山崎丰子和NHK制作组构思《大地之子》的男主角时，首先选择的是名演员本木雅弘。然而考虑到摄制场景有三分之二在中国大陆，总共的拍摄行程需要128天。当时本木雅弘无法调出档期。之後制作组将眼光放到新人演员上，选择了当时在“Caramel Box”剧团的招牌演员，青年演员上川隆也。接拍《大地之子》後，将会有一年时无法登上舞台。上川曾经为此事而烦恼，但在剧团团长成川丰的鼓励下，上川隆也答应接演。
- 男主角陆一心的台词有约80%是中文。为此，不会中文的上川隆也為此在惡補了一個月後，以强行记住中文台词发音的方式投入演出。而在剧团中以“记台词很快”出名的上川，表现令劇组十分满意。一开始不熟悉上川隆也的中方剧组人员，還經常誤以为上川隆也能够讲中文。[1]

## 获奖
- 1995年，《大地之子》获得日本文化厅艺术作品奖和蒙地卡罗国际电视奖金仙女奖（Golden Nymph）。[4]
- 1995年，电视剧制作组获得第33届日本放送批评恳谈协会“银河奖”电视剧类别奖励奖。[5]饰演陆一心养父陆德志的朱旭因为“在《大地之子》中的演技”获得银河奖受奖个人奖（电视剧类别，每年一人）[6]。